# Brateș, Covasna
Brateș este satul de reședință al comunei cu același nume din județul Covasna, Transilvania, România. Se află în partea central-sudică a județului, în Depresiunea Târgu Secuiesc.

## Așezare
Localitatea Brateș este situată în partea sudică a bazinului Târgu Secuiesc, la o altitudine de 528 m. pe malul drept al râului Covasna, pe Drumul Județean 121, Sfântu Gheorghe - Covasna.

## Scurt istoric
Prima atestere documentară datează din anul 1415, dar descoperirile arheologice arată faptul că zona a fost locuită mult înainte. Pe locul numit "Bende", odată cu săpăturile făcute aici, s-au descoperit mai multe obiecte: bucăți de chirpic, fusoială, un topor de piatră și mai multe vase lucrate cu mâna sau la roată, aparținând primei perioade a epocii fierului. În alt loc, numit "Grădina lui Horváth", lângă valea Covasnei, s-a găsit o așezare dacică din faza clasică, iar în substrucțiile unei clădiri s-au găsit fragmente de ceramică aparținând epocii romane. Pe locul numit "Trestișul rotund" s-au găsit fragmente ceramice aparținând perioadei La Téne, iar în alte locuri neprecizate de pe teritoriul satului s-au mai găsit o urnă de factură celtică și un dinar republican. În anul primei atestări documentare satul se numea Barathalva, în 1787 Kalluger, iar în 1854 Baratus.

## Economia
Economia acestei localități se bazează în special pe agricultură (cultivarea cartofului, exploatarea fânețelor) dar și pe creșterea animalelor, prelucrarea laptelui și comerțul. O activitate tradițională a acestui sat este meșteșugul tâmplăriei.

## Atracții turistice
- Biserica reformată, secolul al XVII-lea
- Parcul Elisabeta - aici are loc în fiecare an, în prima duminică a lunii iulie, întâlnirea fanfarelor din țară și străinătate.